# Материнская депривация
Материнская деприва́ция (лат. deprivatio — потеря, лишение) — процесс эмоционального и психологического обеднения ребёнка, вследствие отрыва ребёнка от матери в раннем возрасте. В основе этого феномена лежит полное или частичное отсутствие у ребёнка привязанности ко взрослым, подрыв доверия ко взрослому миру.
Материнская депривация вызывает у ребёнка разного рода отклонения в психическом развитии, которые могут проявляться по-разному в разном возрасте, но все они могут иметь одинаково тяжелые последствия для формирования личности ребёнка. Нормальное развитие может происходить только в случае, если ребёнок обеспечен контактом с матерью в достаточном объёме. Чем раньше ребёнок оказывается оторван от матери и чем дольше длится этот период, тем сильнее будут последствия депривационных расстройств.
Эрик Эриксон ввел термин «базисное недоверие к миру» у детей, лишенных внимания матери.
Депривация в раннем возрасте приводит к характерным нарушениям развития младенца: к отставанию в речевом развитии, а также в развитии мелкой моторики и мимики. В дальнейшем начинают проявляться эмоциональные нарушения, склонность к тревоге и страху перед окружающим миром, недоверие и подозрительность по отношению к людям. Также появляются признаки поведенческих отклонений, ребёнок не ощущает дистанцию при общении или, наоборот, имеет затруднения при контакте. Депривация приводит к эмоциональной холодности, агрессивности, но в то же время уязвимости. Однако, по словам Эриксона, дети, лишенные в младенчестве материнской любви и внимания, могут стать нормальными людьми в том случае, если этот дефицит будет скомпенсирован на последующих этапах развития.
Недостаток отношений с матерью в раннем возрасте всё же не всегда имеет серьёзные последствия для последующего развития и психического здоровья. Множество других факторов могут повлиять на формирование ребёнка, такие как врождённые особенности нервной системы, то есть степень переносимости различных воздействий, травматизации, наличие других компенсирующих воздействий в виде объектов привязанности. Это говорит о том, что при создании необходимых условий можно компенсировать депривационные нарушения в более позднем возрасте.
Среди детей-сирот депривационная симптоматика обычно включает в себя сразу почти весь спектр отклонений: от лёгких психических особенностей до всевозможных серьёзных нарушений развития личности и интеллекта.

## 4 уровня нарушения развития в депривационных условиях

### Сенсорный (уровень ощущений)
Сенсорные отклонения у ребёнка могут начать развиваться ещё в утробе матери, в том случае, если она отрицательно настроена к своей беременности и не отказывается от вредных привычек, в особенности таких как употребление психоактивных веществ. В тех случаях, когда от ребёнка отказываются и помещают в детский дом или негативно принимают после родов серьёзно снижается количество телесных, слуховых, зрительных контактов с матерью или замещающим её лицом. Это вызывает у ребёнка состояние постоянного психологического дискомфорта, сбивает ритм сна и бодрствования, провоцирует чрезмерное беспокойство и неуправляемое поведение. Следствием этого может стать состояние, в котором ребёнок начинает монотонно раскачиваться и завывать, для того, чтобы успокоить себя. Дети плохо ощущают границы своего Я, неразборчивы в своих контактах, либо наоборот их вовсе избегают. В первом случае ребёнок пристаёт ко всем без разбора, лишь бы почувствовать телесный контакт, во втором же наоборот — всячески отказывается от контакта с окружающими. Отсутствует чувство личного пространства как своего, так и чужого, чувство чужой собственности. Формируется первичное ощущение собственной неуспешности, склонности к постоянным эмоциональным переживаниям, страха перед окружающим миром и обиды на него.

### Когнитивный (уровень формирования моделей внешнего мира)
Ребёнок, воспитываемый в детском доме или в атмосфере пренебрежения его нуждами, менее активен, меньше ползает, соответственно менее активно познаёт мир, чем дети из благополучных семей. Он меньше совершает проб и ошибок, меньше стимулируется внешними воздействиями, что вызывает задержку интеллектуального развития. Ребёнок начинает поздно говорить, неверно строит фразы и воспроизводит звуки. Самое же главное, что дети начинают строить катастрофические модели мира, где их ожидают сплошные неприятности, которые невозможно предотвратить. Мир остается непознанным и непонятным, поэтому невозможно предвосхищать и регулировать проходящее извне.

### Эмоциональный (уровень установления удовлетворяющих интимных эмоциональных отношений к кому-либо)
На эмоциональном уровне ребёнок испытывает расстройства привязанности. Ребёнок, переживший раннее расставание с матерью, независимо от того, помнит он об этом или нет, начинает испытывать трудности с налаживанием близких эмоциональных контактов с другими. Он боится доверять, боли от расставания, закрывается от мира агрессивными переживаниями, которые склонен проецировать на других. В восприятии такого ребёнка окружающие люди настроены к нему агрессивно, нередко плохо понимает мимику и воспринимает её как враждебную. Появляется склонность ни в чём никогда не признаваться, даже в очевидных вещах, винить себя во всех проблемах, считать, что именно его отрицательные качества привели к тому, что случилось или почему его бросили родители. В результате могут проявляться элементы мазохизма, он может обижать других и провоцировать ответную агрессию на себя.

### Социальный (уровень отождествления себя с одобряемыми в обществе социальными ролями)
Этот уровень является вершиной всей пирамиды развития ребёнка. Дети из благополучных полноценных семей признает свою принадлежность своей семье и роду. По модели поведения родителей у них формируются одобряемые обществом социальные роли. Например, роль послушного ребёнка, прилежного ученика, успешного человека и тому подобные. Ребёнок воспитываемый в депривационных условиях, особенно в детских домах, с трудом идентифицирует себя в обществе. У него отсутствуют примеры положительных моделей поведения в семье, коллективе, хотя вся его жизнь проходит в группе.
Воспитанники детских домов нередко берут на себя роли, которые не позволяют успешно социализироваться: «негативный лидер», «агрессор», «провокатор» и так далее. Многие продолжают жить по такой модели и после выпуска из сиротского учреждения. Согласно статистике выходцев из детских домов, лишь десять процентов из них находят своё место в обществе. Сорок процентов становятся преступниками, столько же — наркоманами и алкоголиками, остальные десять процентов заканчивают жизнь самоубийством.
Качественно иную форму имеет развитие всех аспектов Я: представления о себе, отношения к себе, образа Я, самооценки. Самооценка — важнейший аспект любой личности, её центр, регулятор деятельности и общения. Очень низкая самооценка, свойственная людям выросшим в депривационных условиях, приводит к отклонениям и невротическим расстройствам.

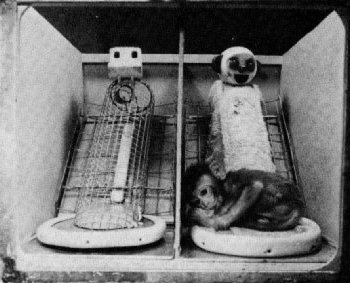
«Природа любви», эксперемнт Гарри Харлоу. Суррогат матери из проволоки и ткани

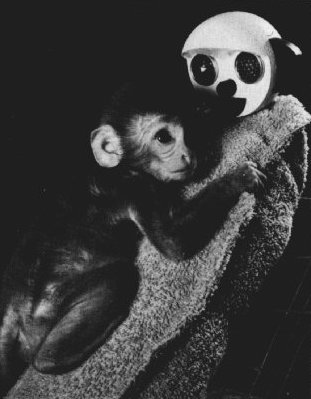
Испытуемый-обезьяна цепляется к матери-суррогату из ткани

## Эксперимент Гарри Харлоу с обезьянами
Исследования Харлоу на детёнышах обезьян доказали, что прикосновения матери к детёнышу жизненно необходимы. По данным его исследования было ясно видно, что матерчатая суррогатная мать для детёныша гораздо важнее, чем кормящая. Однако в своих исследованиях Харлоу пошёл дальше и наблюдал за теми детёнышами, которые выросли в условиях материнской депривации. Самки сами стали депривированными матерями относительно своих детей. Также они не могли устанавливать связь с самцами: они вцеплялись им в морды. Тогда экспериментатор придумал «раму для изнасилования». 20 самок забеременели. Часть матерей убила свое потомство, другая часть оставалась к ним равнодушными и лишь немногие показали адекватное поведение матери.

## Документальный фильм Джеймса и Джойс Робертсон «Джон»
Фильм показывает важность для ребёнка объекта, проявляющего любовь и заботу. Вслед за научными наблюдениями Харлоу за детёнышами обезьян, этот фильм рассказывает историю депривации маленького ребёнка, который был разлучён с матерью на 9 дней. Зрители могли наблюдать за тем, как непоправимо для детской психики разрушение прежде крепких, добрых, эмоциональных связей. Подобно обезьянам в эксперименте Харлоу, которые крепко вцеплялись в махровое полотенце, полуторагодовалый Джон в течение 9 дней не отпускал своё одеяло как единственное, что осталось у него от домашней жизни и являлось относительным гарантом постоянства и спокойствия.

## Альтернативные мнения
Ф.Д.Бреслин утверждает, что стимуляция важна для нормального развития ребёнка. Одно из решений проблемы депривации, к которому прибегают почти во всем мире, — это разделить уход за ребёнком между несколькими лицами. В семье не следует недооценивать роль отца, часто именно он может стать главной фигурой. Исследования последнего времени показывают, что даже самые неблагоприятные воздействия на ребёнка по мере его взросления сгладятся.
Карен Хорни, одна из представительниц американской интерперсональной психоаналитической школы, ввела понятие «базисная тревога» и описала факторы среды, которые можно расценивать как депривационные. Главным образом они связаны с нарушением взаимодействий в семье. Хорни определяла внутренний конфликт как следствие ранних переживаний ребёнка. Если дома восстанавливается благоприятная среда, появляется доверие, любовь, уважение, то внутренний конфликт ребёнка можно считать разрешимым.
Анна Фрейд, Рене Шпиц, Джон Боулби сформулировали положения теории привязанности, согласно которым взаимодействие с биологической матерью — врожденная потребность.
В условиях полной материнской депривации уже на первом году жизни у детей наблюдается возникновение общения со сверстниками. Для семейных детей не характерен столь ранний интерес к сверстникам. В то же время общение у депривированных младенцев имеет свою специфику. Она проявляется в том, что отношения между детьми складываются не как дружеские, а по типу родственных. Это может производить впечатление видимой стабильности, защищённости, когда группа сверстников выступает в качестве своеобразного аналога семьи. В то же время это мешает формированию равноправных отношений. Дети неспособны правильно оценить свои личностные качества, лишены избирательной дружеской привязанности. Каждый ребёнок вынужден адаптироваться к большому числу сверстников. Контакты между детьми поверхностны. Критерием благополучия ребёнка является отношение к нему группы сверстников. В случае негативного отношения он испытывает разочарование и неудачу, что часто приводит к отчуждению и агрессии.

## Отцы
В соответствии с преобладающими социальными реалиями своего времени, а именно с предположением, что ежедневный уход за младенцами и маленькими детьми осуществляется женщинами и, в частности, матерями, Боулби ссылался в первую очередь на матерей и «материнскую» депривацию, хотя слова «родители» и «родительский» также используются.
Публикация ВОЗ 1962 года содержит главу о влиянии «отцовской депривации», поскольку к 1962 году было проведено несколько ограниченных исследований по этому вопросу, которые продемонстрировали важность отношений отца со своими детьми.
В обществах, где забота о младенцах была возложена на мальчиков, а не на девочек, не было обнаружено никакой разницы в способности к воспитанию.
В исследовании Pew матери и отцы назвали рабочие обязанности основной причиной того, что они проводят со своими детьми меньше времени, чем им хотелось бы. По состоянию на 2016 год только 27 % гетеросексуальных семей с двумя родителями и детьми младше 18 лет содержатся исключительно за счёт дохода отца: на 20 % меньше, чем в 1970 году. Эти данные выявляют чёткую тенденцию к более равному распределению доходов и занятости в гетеросексуальных семьях с двумя родителями, а также возросшее участие отцов в воспитании детей за последние несколько десятилетий.
Исследования отношений между отцом и ребёнком показывают, что отцы играют жизненно важную и незаменимую роль в эмоциональном, когнитивном, социальном и физическом развитии ребёнка. У моногамных млекопитающих отцы демонстрируют такое же родительское поведение, как и матери (за исключением лактации), и играют важную роль в развитии мозга и поведения потомства.